# George Isaak
George Richard Isaak (* 7. März 1933 in Pilica, Polen; † 5. Juni 2005 in Birmingham) war ein australischer Astronom, Physiker und Hochschullehrer, der sich insbesondere mit Helioseismologie und Asteroseismologie beschäftigte und 1985 den Max-Born-Preis, 1993 die Hughes-Medaille sowie 1995 die Herschel-Medaille erhielt.

## Leben
George Richard Isaak, der deutsch-polnischer Abstammung war, floh nach dem Überfall auf Polen während der nationalsozialistischen Besatzung mit seiner Familie nach Australien und erwarb dort 1950 die australische Staatsbürgerschaft. Er begann ein Physikstudium an der University of Melbourne, das er 1954 mit einem Bachelor of Science (B.S. Physics) beendete. Danach arbeitete er zwischen 1954 und 1956 für Imperial Chemical Industries of Australia and New Zealand (ICIANZ). Anschließend zog er nach Großbritannien und begann ein postgraduales Studium im Fach Physik an der University of Birmingham, welches er 1958 mit einem Master of Science (M.S. Physics) abschloss. Nachdem er dort 1966 einen Doctor of Philosophy (Ph.D. in Physics) erworben hatte, war er zwischen 1966 und 1984 als Dozent für Physik an der University of Birmingham tätig.
Isaak führte Experimente durch, bei denen die Bewegungen der Erde untersucht wurden, und zeigte, wie von Albert Einstein vorausgesagt, dass die Lichtgeschwindigkeit konstant ist. Darauf aufbauend adaptierte er Christian Dopplers berühmten Doppler-Effekt auf Frequenz und Wellenlänge mit Resonanzstreuspektroskopie, um die Bewegung von Objekten im fernen Raum zu messen. Mit seiner neuen Methode zeigte Isaak 1979 an der Sonne, dass die Photosphäre, die äußere Schicht, der Sonne regelmäßig etwa alle fünf Minuten pulsiert. Er zeigte auch ansonsten nicht nachweisbare Variationen in den Umlaufbahnen von Sternen und Planeten. 1984 übernahm er eine Professur für Physik an der University of Birmingham und lehrte dort bis 1996.
1985 erhielt George Isaak, der zudem Fellow der Royal Astronomical Societ (FRAS) war, von der Deutschen Physikalischen Gesellschaft (DPG) und dem britischen Institute of Physics den Max-Born-Preis. 1993 wurde ihm „für seinen bahnbrechenden Einsatz von Resonanzstreutechniken zur äußerst präzisen Messung von Doppler-Geschwindigkeitsverschiebungen in der Sonnenphotosphäre“ die Hughes-Medaille der Royal Society verliehen. 1995 wurde ihm außerdem für Untersuchungen von herausragendem Wert in der beobachtenden Astrophysik die Herschel-Medaille von der Royal Astronomical Society (RAS) verliehen. 1996 übernahm er schließlich eine Professur für Physik an der University of Minnesota, an der er bis 2005 unterrichtete.
Aus seiner 1964 geschlossenen Ehe mit der Physikerin Umit Isaak gingen zwei Töchter hervor, die Künstlerin Eryka Isaak sowie die Astrophysikerin Katherine „Kate“ Isaak.